# Indiana Jones and the Temple of Doom
Indiana Jones and the Temple of Doom is een Amerikaanse avonturenfilm uit 1984. Het is een prequel van de zeer succesvolle film Raiders of the Lost Ark, en de tweede film over de archeoloog/held Indiana Jones. Beide films werden geregisseerd door Steven Spielberg en waren gebaseerd op een verhaal van George Lucas.
De film speelt zich af in 1935, ongeveer een jaar voor Raiders of the Lost Ark. 

## Verhaal
Indiana Jones zit in een nachtclub in Shanghai, waar hij de overblijfselen van Nurhaci probeert te ruilen voor een grote diamant met de gangster Lao Che. De deal mislukt, waarop Lao Che Indiana vergiftigt om hem zo te te dwingen de diamant terug te geven. In de worsteling die ontstaat wordt Indy’s oude vriend Wu Han gedood. 
Indiana ontsnapt aan de criminelen. Hij neemt in zijn vlucht onbedoeld ook nachtclubzangeres Wilhelmina "Willie" Scott mee, die het tegengif toevallig in handen heeft gekregen. Ze ontkomen in een auto gereden door een Chinees jongetje genaamd Short Round, een goede kennis van Indy. Ze vluchten een vrachtvliegtuigje in, niet wetende dat het vliegtuig van Lao Che is. Eenmaal in de lucht dumpen de piloten alle brandstof, en springen uit het vliegtuig met de enige parachutes. Door een opblaasbare boot te gebruiken als noodparachute kunnen Indy, Willie en Short Round toch uit het neerstortende vliegtuig ontsnappen.
Het trio belandt in een vrijwel uitgestorven dorpje in India. De dorpelingen vragen Indy’s hulp; ale kinderen uit het dorp zijn ontvoerd en meegenomen naar het nabijgelegen Pankotpaleis. De ontvoerders hebben tevens een heilige steen gestolen, waarna het dorp op geheimzinnige wijze in armoede is vervallen en alle bloemen en planten zijn afgestorven. Die nacht komt een jongen, doodop, het dorp binnen met een perkament in zijn handen. Hierop ziet Indy een tekst over de vijf Sankara-stenen; de dieven denken dus dat de heilige steen van het dorp zo'n Sankara-steen was.
Indy, Willy en Short Round reizen af naar het paleis, waar ze als gasten worden onthaald door de jonge maharadja en diens eerste minister Shattar Lal. Tot de overige gasten behoort Kapitein Blumburtt, een officier uit het Brits-Indische leger. Die avond wordt Indy in zijn kamer aangevallen. Hij slaagt erin zijn aanvaller te doden, maar de aanval zet hem aan het denken. Na wat zoekwerk in de catacomben – waarbij de drie ternauwernood aan enkele dodelijke vallen weten te ontsnappen – vindt hij een geheime deur die toegang geeft tot een grot onder het paleis. 
In de grot ontdekken Indy, Willie en Short Round een verborgen tempel van de Thuggee, een eeuwenoude kwaadaardige sekte die de godin Kálii aanbidt met mensenoffers. Ze zien vanuit hun schuilplek hoe Mola Ram, de sekteleider, het hart van een gevangen man uit diens borstkas rukt. De man blijft door Mola Rams toverkracht nog even in leven, waarna hij in een kooi in het offervuur wordt neergelaten.  In de tempel bevinden zich de gestolen steen, evenals twee andere stenen. Vlak bij elkaar gehouden geven de stenen op geheimzinnige wijze licht. Tevens blijken de ontvoerde kinderen in de tempel te moeten werken als slaven om de twee nog ontbrekende stenen op te sporen. Mola Ram wil met de macht van de vijf stenen de wereld regeren. Ook Shattar Lal blijkt lid te zijn van de sekte. Indy, Willie en Short Round worden ontdekt en gevangen door de Thuggee waarna ze elkaar kwijtraken. Indy wordt gedwongen om te drinken van het “bloed van Kálii”, een drank die hem in een trance ("de slaap van Kálii") brengt zodat hij zich buiten zijn eigenlijke wil om bij de Thuggee aansluit. Ook de maharadja is onder invloed gebracht van deze trance. Willie zal nu als het volgende mensenoffer dienen en Short Round moet net als de andere kinderen werken in de mijn. Short Round ontsnapt, en kan Indy laten ontwaken uit zijn trance door een brandende toorts tegen hem aan te duwen. De twee redden vervolgens Willie, stelen de drie stenen en bevrijden de dorpskinderen. De maharadja die nog steeds onder invloed verkeert bezorgt Indy middels voodoo helse pijnen, waardoor Indy bijna verliest in een gevecht. Uiteindelijk slaagt Short Round erin ook de maharadja te onttoveren. In een poging de tempel te verlaten maken Indy, Willie en Short Round een gevaarlijke ondergrondse tocht in een mijnkarretje. Ze weten de meesten van hun achtervolgers van zich af te schudden. Ondertussen laat Mola Ram een groot waterreservoir openbreken om de mijngangen vol te laten lopen.
Indy en co bereiken net op tijd een uitgang voordat het water hen bereikt, maar ze zijn nu bij een diep ravijn. Ze proberen via een touwbrug over te steken, door een grote bende Thuggee op de hielen gezeten. Terwijl Indy de schurken ophoudt, rennen Short Round en Willie de brug over, om aan de overkant door andere Thuggee en Mola Ram te worden opgewacht. Halverwege de brug wordt Indy ingesloten door de Thuggee. Als Mola Ram ziet dat Indy het touw van de brug dreigt door te hakken, loopt hij met Short Round en Willie de brug op. Indy roept in het Chinees tegen Shorty dat hij de touwen van de brug stevig vast moet grijpen, en hakt het grote touw vervolgens alsnog door. Bijna alle Thuggee op de brug storten de diepte in, om in de rivier te worden opgegeten door krokodillen. Terwijl de overlevenden omhoog proberen te klimmen, probeert Mola Ram de tas met de drie stenen alsnog van Indy af te pakken. Hij probeert ook Indy's hart uit te rukken, maar dit mislukt. Indy roept de god Shiva aan en wijst Mola Ram aan als de verrader, waarop de stenen gloeiendheet worden en door de tas heen branden. Als Mola Ram ze probeert te grijpen valt hij ook in de rivier. Indy slaagt er nog net in om de laatste steen te behouden.
Terwijl ze naar boven klimmen worden Indy en co beschoten door boogschutters van de Thuggee, maar aan de andere kant duikt het Brits-Indische leger van Kapitein Blumburtt op, evenals de paleiswachten van de maharadja. Het komt tot een vuurgevecht waarbij de meeste Thuggee worden doodgeschoten of gearresteerd. Indy en co keren terug naar het dorp met de steen en de kinderen, alwaar ze als helden worden onthaald. Op een even mysterieuze reden zijn alle bloemen en planten terug.

## Rolverdeling
| Acteur           | Personage                            | Opmerkingen |
| ---------------- | ------------------------------------ | ----------- |
| Harrison Ford    | Dr. Henry Walton "Indiana" Jones jr. |             |
| Kate Capshaw     | Wilhelmina "Willie" Scott            |             |
| Ke Huy Quan      | Wan Li "Short Round"                 |             |
| Amrish Puri      | Mola Ram                             |             |
| Roshan Seth      | Chattar Lal                          |             |
| Philip Stone     | Kapitein Phillip Blumburtt           |             |
| Roy Chiao        | Lao Che                              |             |
| David Yip        | Wu Han                               |             |
| Ric Young        | Kao Kan                              |             |
| Chua Kah Joo     | Chen                                 |             |
| Rex Ngui         | Maitre d'                            |             |
| Philip Tan       | Hoofdhandlanger                      |             |
| Dan Aykroyd      | Weber                                | cameo       |
| D.R. Nanayakkara | Dorpssjamaan                         |             |
| Raj Singh        | Maharaja Zalim Singh                 |             |
| Steven Spielberg | Toerist op vliegveld                 | cameo       |
| Frank Marshall   | Toerist op vliegveld                 | cameo       |
| Kathleen Kennedy | Missionaris                          | cameo       |
| George Lucas     | Missionaris                          | cameo       |

## Achtergrond

### Productie
Spielberg en Lucas wilden hun geplande vervolg op Raiders of the Lost Ark veel donkerder maken qua verhaal, dit vanwege hun persoonlijke stemming nadat hun samenwerking was beëindigd. Lucas besloot van de film een prequel te maken, daar hij de rol van de schurken niet weer door nazi’s wilde laten vervullen. Zijn oorspronkelijke idee draaide om Sun Wukong en een spookkasteel, maar hij verving dit later door de Sankara-stenen. 
De film Gunga Din uit 1939 was een invloed op deze film.
Lucas huurde Willard Huyck en Gloria Katz in om het script te schrijven, daar hij op de hoogte was van hun interesse in Indiase cultuur. Veel scènes die wel waren gepland maar nooit verwerkt in Raiders of the Lost Ark werden alsnog verwerkt in deze film, zoals de achtervolging in de mijn en de ontsnapping uit het vliegtuig met een opblaasbaar vlot.
De opnames begonnen in Sri Lanka, waar Kandy werd gebruikt voor de scènes in het dorpje. Harrison Ford kreeg rugklachten van het rijden op zijn olifant, dus moest zijn stuntman Vic Armstrong vijf weken lang als stand-in dienen voor enkele scènes. De productie vond voornamelijk plaats in Elstree Studios.
Spielberg en Lucas wilden graag opnieuw scènes met “enge” dieren in de film, zeker na de geslaagde slangenscène uit Raiders of the Lost Ark. Ditmaal kozen ze voor insecten. Veel grote exotische, maar ongevaarlijke, insecten werden gebruikt voor de scène in de catacomben.

### Filmmuziek
De muziek van Indiana Jones and the Temple of Doom werd gecomponeerd door John Williams.

### Reacties
De duistere en bloederige kant van de film maakte dat hij door de MPAA een hogere rating kreeg dan de vorige film. Spielberg drong er bij de MPAA op aan een nieuwe rating te creëren daar het oude systeem volgens hem niet volstond. Dit leidde tot de creatie van de PG-13 nominatie.
De manier waarop hindoes in de film werden neergezet leidde tot klachten van Indiase kijkers. De film werd zelfs tijdelijk verboden in India.

### Boekadaptatie
- James Kahn - Indiana Jones and the Temple of Doom (1984)

## Prijzen en nominaties
Indiana Jones and the Temple of Doom werd genomineerd voor 22 prijzen, waarvan hij er 5 won.
1984
De Best Cinematography Award
1985
- De Academy Award voor beste visuele effecten – gewonnen
- De Academy Award voor beste muziek.
- 7 Saturn Awards:
  - Beste acteur (Harrison Ford)
  - Beste kostuums
  - Beste regisseur (Steven Spielberg)
  - Beste fantasiefilm
  - Beste make-up
  - Beste optreden van een jonge acteur (Jonathan Ke Quan)
  - Beste script
- De Award of the Japanese Academy voor beste buitenlandse film.
- 4 BAFTA Awards:
  - Beste visuele effecten – gewonnen
  - Beste cinematografie
  - Beste montage
  - Beste geluid
- De Golden Screen – gewonnen
- De Young Artist Award voor “Best Young Supporting Actor in a Motion Picture Musical, Comedy, Adventure or Drama” (Jonathan Ke Quan)

2003
- De DVDX Award voor Best Overall DVD, Classic Movie

2004
- De Saturn Award voor beste dvd-collectie – gewonnen.
- 3 Golden Satellite Awards:
  - Best Classic DVD Release
  - Best DVD Extras
  - Best Overall DVD

## Spin-offs
Er is ook een computerspel van de film gemaakt, een jaar na het uitkomen van de film.

### Domino Day 2007
Bij Domino Day 2007 - Falling into Life, waar werd getracht een wereldrecord met zo veel mogelijk vallende dominostenen te breken, was er een dominoproject geïnspireerd op deze film, opgebouwd uit 91.020 dominostenen. Hierin stond een circa 4 meter hoge tempel centraal, die overigens twee keer moest worden gebouwd, omdat er, toen de tempel voor de eerste keer klaar stond, brand uitbrak bij de decorbouwer. Daarbij brandde deze tempel volledig af.
Allereerst gingen er dominostenen omhoog de tempel op, vervolgens moest er een gouden bal van de tempel af rollen, terwijl de dominostenen diezelfde weg naar beneden gingen. Hier ging het echter mis: de bal bleef hangen in een poort die onderaan stond en daarbij kwam de dominolijn klem te staan. Hierdoor bleef een groot gedeelte van het project staan. Het wereldrecord werd uiteindelijk niet verbroken.

## Trivia
- De club waar Indy en Willie uit ontsnappen heet "Club Obi-Wan". Duidelijk een verwijzing naar Obi-Wan Kenobi uit Star Wars.